# Национальный заповедник хищных птиц реки Снейк
Национа́льный запове́дник хи́щных птиц реки́ Снейк (англ. The Snake River Birds of Prey National Conservation Area) — заповедник в североамериканском штате Айдахо.
Заповедник был создан по решению Конгресса США в 1993 году с целью защитить уникальный пустынный экорегион, плотность населения гнездящихся хищников в котором является одной из наиболее высоких в Северной Америке. Так, в каньоне Снейк-Ривер на площади в почти 210 км² каждую весну гнездятся порядка 700 пар хищных птиц. Среди них насчитывается 150—200 пар луговых балобанов, плотность их гнездования в этом районе — наивысшая в мире. Другими гнездящимися видами являются американская пустельга, беркут, полевой лунь, скопа, сапсан, краснохвостый сарыч, королевский канюк, пёстрая неясыть, кроличий сыч, виргинский филин, ушастая сова и западная сипуха. Наиболее благоприятным временем для наблюдения за хищными птицами является период с середины марта до конца июня. В низовьях каньона водятся такие виды как лазурный овсянковый кардинал, феб Сэя и прочие певчие птицы.
К западу от заповедника расположен парк «Селебрейшн», в котором водятся американские кроншнепы, крикливые зуйки, иволги Буллока и лазурные овсянковые кардиналы. Кроме них в парке можно встретить черногорлых архилохусов, восточных и западных пчелоедов, 6 видов ласточек, скальных длинноклювых крапивников и каньонных крапивников, американских сорокопутов. В осенне-зимний период можно встретить американских белых пеликанов.
В заповеднике круглогодично водятся большие голубые цапли, кваквы, азиатские кеклики, калифорнийские куропатки, виргинские американские куропатки, чайки и крачки. Круглый год в заповеднике находится около 20 видов хищных птиц.